# ひかり (貨客船)
ひかりは、大島運輸が運航していた貨客船。

## 概要
新三菱重工業神戸造船所で建造され、1972年6月、鹿児島 - 奄美 - 与論航路に就航した。
1976年2月、神戸丸の鹿児島航路への転配により、神戸航路へ転配された。
1977年11月、あけぼの丸 (2代)の就航により、神戸丸が神戸航路へ復帰、本船は団体専用船となった。
1987年7月、ルミナス神戸となり、神戸港でレストラン船として就航した。
1994年、ルミナス神戸2の就航により、引退した。
その後、フィリピンのCarlos A. Gothong Linesへ売却され、Our Lady of Najuとなり、セブ - オザミス航路に就航した。
1996年、グループの再編により、マニラ - ドゥマギット（パナイ島） -ロハス航路へ転配された。
2003年、スクラップとして中国へ売却され、回航の後、解体された。

## 設計
船首甲板と船尾甲板にそれぞれ、荷役用のデリッククレーンを有していた。
ルミナス神戸への改装後は、ファンネル後部の船室が拡大され、船尾甲板が屋根付きのデッキとなっていたが、再改装で船尾のデッキ部も船室となった。